# Kaká Werá
Kaká Werá Jecupé registrado Carlos Alberto dos Santos (São Paulo, 1 de fevereiro de 1964) é um escritor, ambientalista e conferencista indígena brasileiro do povo tapuia.

## Biografia
É fundador do Instituto Arapoty, empreendedor social da rede Ashoka de Empreendedores Sociais e conselheiro da Bovespa Social & Ambiental. Leciona, desde 1998, na Universidade Holística Internacional da Paz (Unipaz) e na Fundação Peirópolis.
Já fez conferências sobre respeito à diversidade cultural no Reino Unido, Estados Unidos, Israel, Índia, México e França.
Foi candidato pelo Partido Verde ao Senado Brasileiro pelo Estado São Paulo nas eleições gerais no Brasil em 2014. Ele se filiou à REDE em 2018 e se candidatou a deputado federal pelo Estado de São Paulo, mas não logrou êxito na eleição.

## Livros publicados
- Tupã Tenondé (2001)
- A Terra dos Mil Povos - História Indígena do Brasil Contada por um Índio (1998)
- O mito tupi-guarani da criação
- Oré Awé Roiru'a Ma - Todas as Vezes que Dissemos Adeus (2002)
- As Fabulosas Fábulas de Iauaretê (2007)
- O Trovão e o Vento: Um Caminho de Evolução pelo Xamanismo Tupi-Guarani (2016)
- A Águia e o Colibri - Carlos Castañeda e Ancestralidade Tupi-Guarani: Trilhas com Coração (2019) (em coautoria com Roberto Crema)